# Johann Burckard Rosler

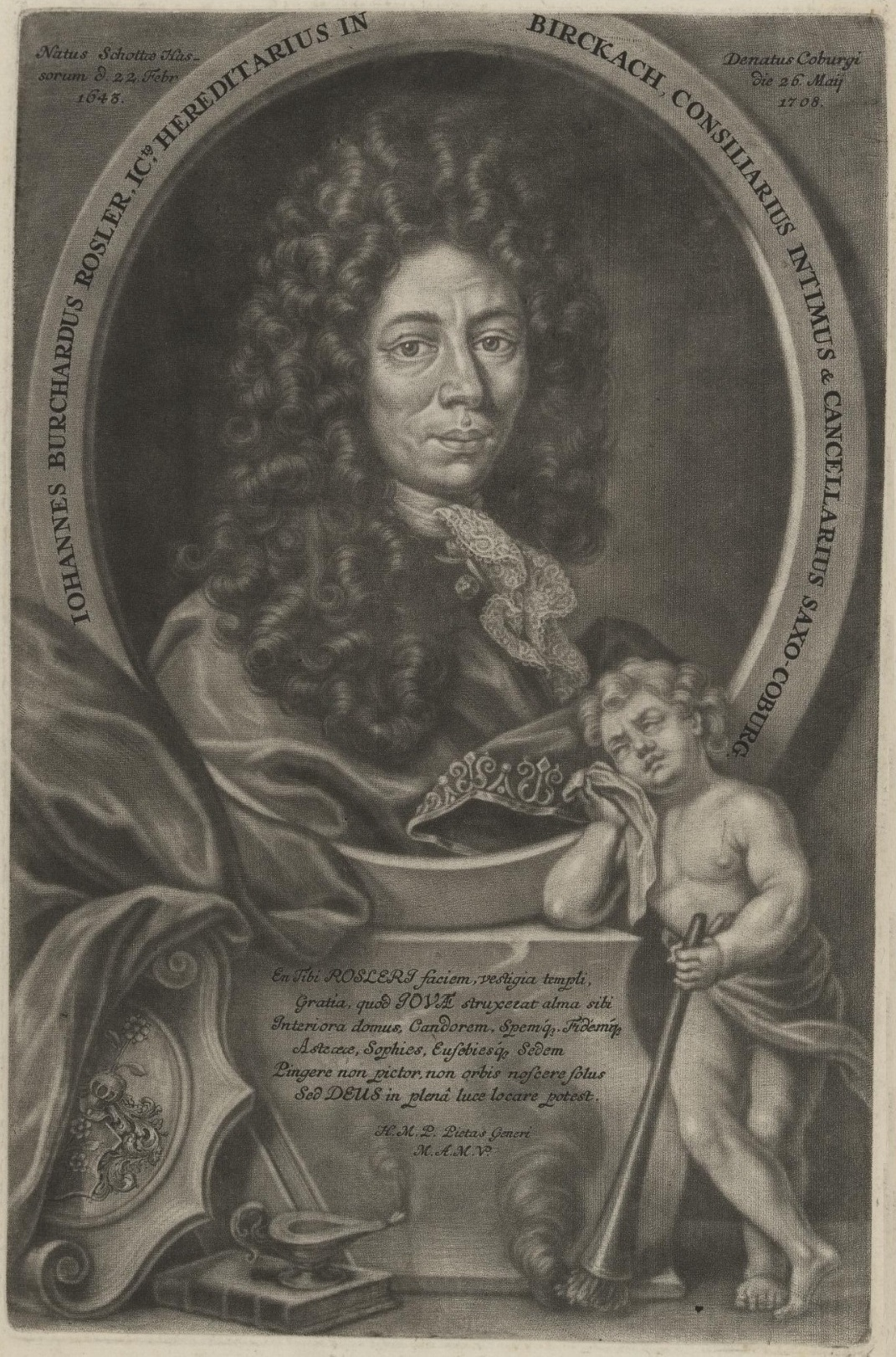
Johann Burckard Rosler

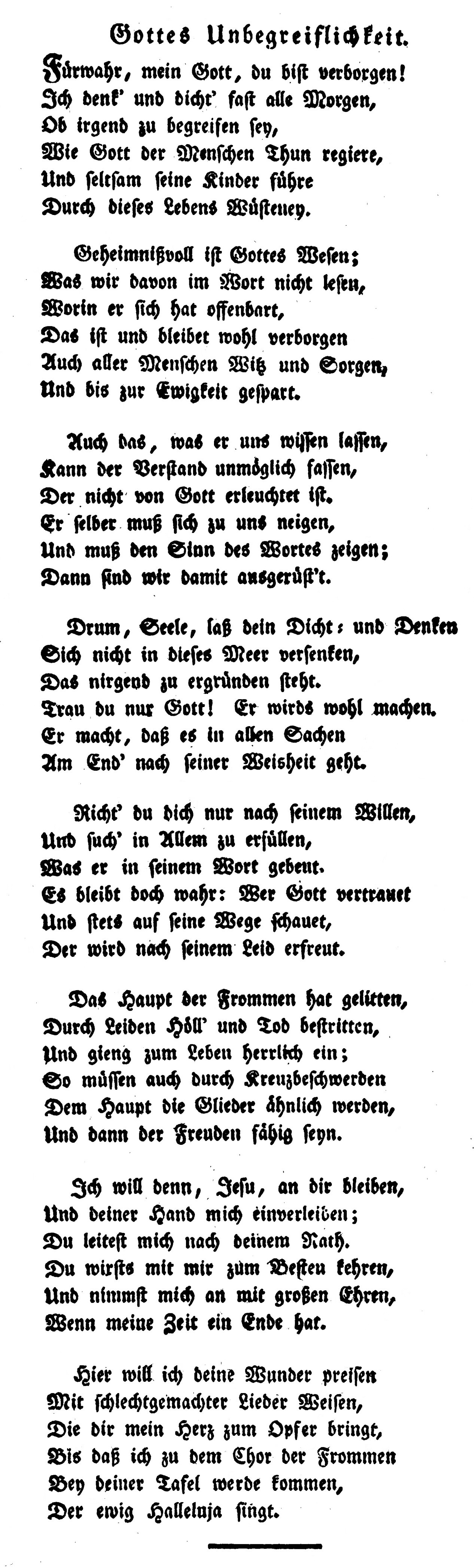
Fürwahr, mein Gott, du bist verborgen (Druckfassung 1822)

Johann Burckard Rosler (* 22. Februar 1643 in Schotten; † 26. Mai 1708 in Coburg) war ein deutscher Verwaltungsjurist und evangelischer Kirchenlieddichter.

## Leben
Rosler war Sohn des Pfarrers Johannes Rosler. Er ging zum Studium der Rechtswissenschaft an die Universität Gießen, an der er 1695 einen Abschluss erlangte. Nachdem er zunächst als Informator, unter anderem beim Kanzler von Braunschweig-Wolfenbüttel Hermann Höpfner von Kronstedt, tätig war, kam er 1669 als Sekretär zur verwitweten Herzogin Marie Elisabeth von Sachsen-Eisenach nach Eisenach. 1676 erhielt er die Stelle als Amtmann in Saalfeld.
Rosler erhielt 1680 eine Stelle als Amtmann in Coburg, wobei er zugleich zum Hofrat in Coburg ernannt wurde. Das Amt des Konsistorialpräsidenten erhielt er 1687. Als solcher wurde er 1688 zum Geheimen Rat. Schließlich stieg er 1698 zum Kanzler des Herzogtums Sachsen-Coburg auf.
Roslers Kirchenlieder wurden erst nach seinem Tod als Camoenae spirituales oder geistliche Andachten herausgegeben. Im Gesangbuch von Johann Anastasius Freylinghausen ist das Lied Fürwahr, mein Gott, du bist verborgen abgedruckt.

## Werke (Auswahl)
- De protectoriis caesareis, von der Röm. Kays. Majest. Schutz- und Schirm-Brieffen diatribe iuris publici, Zunner, Frankfurt am Main 1688.
- Decisionum juris Saxo-Coburgicarum specimen: quo jus successionis hereditariae tam regulare ex testamento & ab intestato, quam anomalum ex pacto, in his terris Saxo-Coburgicis, Pfotenhauer, Coburg 1696.
- Decisiones, quibus ius successionis hereditariae tam regulare ex testamento et ab intestato, quam anomalum ex pacto, in usum fori luci exponitur, Frankfurt am Main 1699.
- Camoenae spirituales oder geistliche Andachten, Thurnau 1711.